# 影田村
影田村是中华人民共和国广东省广州市从化区太平镇所辖的一个行政村。村委会设在影田，位于太平镇中部，距太平圩约6千米。1978年从钱岗大队分出，因驻影田村，故取名影田大队。1983年12月并入文阁乡。1987年1月分出改称村。辖1条自然村（影田）。1998年时，全村共有109户，人口562人。